# Epeolus lectoides
Epeolus lectoides là một loài Hymenoptera trong họ Apidae. Loài này được Robertson mô tả khoa học năm 1901.